# Jennifer Sullivan
Jennifer Sullivan (* 1945) je velšská spisovatelka dětských knih a literární kritička. Narodila se v Cardiffu, její otec pracoval jako elektrikář a matka psala povídky. Studovala na Cardiffské univerzitě. Později řadu let žila v obci Raglan a v roce 2004 se usadila v Bretani. Psala romány, básně i povídky a za svou tvorbu získala několik ocenění. Dvakrát například dostala cenu Tir na n-Og Award.